# Transfinite: The Essential A. E. van Vogt
Transfinite: The Essential A. E. van Vogt est un recueil, composé en 2003, de nouvelles de science-fiction écrites par A. E. van Vogt, et n'est pas traduit en français dans son intégralité. Joe Rico et Rick Katze ont composé ce recueil, et ont respectivement écrit une préface et une postface. Hal Clement a également écrit une introduction

## Contenu
- Black Destroyer, juillet 1939 ;
- The Monster, 1948 : Voir le résumé du Monstre ;
- Film Library, 1946 : Voir le résumé de Cinémathèque ;
- Enchanted Village, 1950 : Voir le résumé du Village enchanté ;
- Asylum, 1942 : Voir le résumé des Dreeghs ;
- Vault of the Beast, 1940 : Voir le résumé du Caveau de la bête ;
- The Ghost, 1942 : Voir le résumé du Fantôme ;
- The First Rull, 1978 : Voir le résumé du Premier Rull ;
- Recruiting Station, 1950 ;
- A Can of Paint, 1944 : Voir le résumé d'Un pot de peinture ;
- The Search, 1943 : Voir le résumé de La Quête ;
- Dear Pen Pal, 1949 : Voir le résumé de Correspondance ;
- The Harmonizer, 1944 : Voir le résumé de Facteur d'harmonie ;
- The Great Judge, 1948 : Voir le résumé du Grand Juge ;
- Far Centaurus, 1944 : Voir le résumé de Destination Centaure ;
- Secret Unattainable, 1942: Voir le résumé de la nouvelle dans Au-delà du néant ;
- Future Perfect, 1973 : Voir le résumé de Futur parfait ;
- The Great Engine, 1943 : Voir le résumé de La Machine ;
- Dormant, 1948 : Voir le résumé du Réveil ;
- The Sound, 1950 : Voir le résumé du Son ;
- The Rulers, 1944 : Voir le résumé des Maîtres ;
- Final Command, 1949 : Voir le résumé de L'Ordre ultime ;
- War of Nerves, 1950 : Voir le résumé de La Guerre des nerfs ;
- Don't Hold Your Breath, 1973 : Voir le résumé de Ne retenez pas votre souffle ;
- Discord in Scarlet, décembre 1939.